# 1246
Évszázadok: 12. század – 13. század – 14. század
Évtizedek: 1190-es évek – 1200-as évek – 1210-es évek – 1220-as évek – 1230-as évek – 1240-es évek – 1250-es évek – 1260-as évek – 1270-es évek – 1280-as évek – 1290-es évek
Évek: 1241 – 1242 – 1243 – 1244 –  1245 – 1246 – 1247 – 1248 – 1249 – 1250 – 1251

## Események

### Határozott dátumú események
- május 22. – Raspe Henrik német ellenkirály  megválasztása. (1247-ben meghal.)
- június 15. – IV. Béla magyar király a Lajta melletti csatában legyőzi II. Frigyes osztrák herceg seregét, a csatában a herceg is elesik, kihal a Babenberg-dinasztia.[1]

### Határozatlan dátumú események
- az év folyamán – 

  - Szeged városi rangot kap.

## Halálozások
- június 15. – II. Frigyes osztrák herceg (* 1219)